# Escuela Nacional de Inteligencia (Argentina)
La Escuela Nacional de Inteligencia de la Argentina (ENI) es un establecimiento que depende de la Secretaría de Inteligencia de Estado (SIDE). En la ENI se forman tanto los agentes en función como los aspirantes a ingresar a la SIDE, a través de cursos permanentes y obligatorios.

## Entrenamiento de espionaje
En la ENI se brinda entrenamiento y capacitación en múltiples disciplinas al personal de la SIDE. Desde hace unos años se inició un proceso de cambio dentro del organismo basado en dos metas: generar mayor transparencia y profesionalizar la entidad a través del Programa de Formación de Agentes de Inteligencia, que se dicta allí mismo. El objetivo apunta a capacitar a las personas que deseen ingresar y desarrollar una carrera en el organismo de inteligencia. Los alumnos cursan materias como doctrina de la inteligencia, legislación, ciclo de inteligencia, análisis de información y medidas de seguridad. A su vez, atienden conferencias especiales sobre los nuevos paradigmas de la inteligencia en América del Sur, narcotráfico, trata de personas, tráfico de armas, lavado de dinero, terrorismo, ciberseguridad y delito contra el orden constitucional. Su segunda titular fue la miss argentina 
Carolina Gómez Mónaco  designada via decreto titular de la Escuela de Inteligencia pese a que no registraba antecedentes o referencias públicas más allá de haber sido ganadora del certamen Miss Argentina 2012”.

Los estudiantes son seleccionados en un trabajo conjunto de la SIDE con las principales universidades del país, que son las encargadas de referir estudiantes o graduados con destacado desempeño académico.

## Maestría en Inteligencia Estratégica Nacional
Se desarrolló aproximadamente por 6 años, hasta el cierre de la Maestría. Uno de los pocos países del mundo en donde se permitió el ingreso de alumnos del ámbito privado. Quedando los mismos capacitados para la Dirección de Investigaciones con estricto carácter científico, y también como Analistas en Inteligencia.